# Ungenaue Umkreissuche
Die ungenaue Umkreissuche ist eine Umkreissuche, bei der regionale Distanzen von Postleitzahlen ermittelt werden, ohne eine Postleitzahlendatenbank zu verwenden.

## Sinnigkeit und Nachteile
Ungenaue Umkreissuchen sind nur dann sinnvoll, wenn ein ungefährer Überblick über die regionale Zugehörigkeit von Postleitzahlen vermittelt werden soll. Entfernungsberechnungen sind bei diesen Verfahren grundsätzlich nicht möglich; diese Methode ist außerdem sehr fehleranfällig und sollte nur verwendet werden, wenn kein geographischer Datenbestand eine Umkreissuche ermöglicht.

## Ungenaue Umkreissuche in Deutschland
In Deutschland werden numerische Postleitzahlen mit fünf Stellen verwendet. Hierdurch ist es in einem begrenzten Rahmen möglich, nahegelegene Orte zu identifizieren. Problematisch ist die Identifizierung unter anderem in Bundeslandgrenzgebieten, da hier große Sprünge in den Zahlenbereichen vorliegen. Eine Zuordnung von Postleitzahl zu Bundesland ist ohne eine entsprechende Datenbank nicht möglich.
Ein Beispiel: Die Postleitzahl 63067 gehört zu Offenbach am Main. Die ersten beiden Ziffern geben die regionale Zuordnung an; die Beantwortung der Frage „Welche Orte liegen in der Nähe von Offenbach am Main?“ ist also teilweise möglich.

## Teilrekursiv
Da in der Praxis eine Umkreissuche zum Finden von Standorten verwendet wird (z. B. Filialsuche), hat sich ein teilrekursiver Algorithmus durchgesetzt. Der Benutzer gibt eine n-stellige Postleitzahl ein, mit der eine erste Suchanfrage gestartet wird. Werden keine Ergebnisse gefunden, so wird eine erneute Suche mit n−1 Stellen gestartet. Dies setzt sich fort, bis entweder keine Stelle mehr vorhanden ist oder ein oder mehrere Ergebnisse gefunden wurden (z. B. 63067 → 6306 → 630 → 63 → 6).

## Andere Länder
In einigen anderen Ländern wie Österreich, Schweiz, Australien, Belgien, Dänemark, Portugal, Schweden und Spanien kann eine ungenaue Umkreissuche ähnlich wie in Deutschland umgesetzt werden.
In anderen Ländern sind ungenaue Umkreissuchen nicht immer umsetzbar bzw. es liegen keine Informationen über deren Postleitzahlensysteme vor.